# Oliver Hahn (Medienwissenschaftler)
Oliver Hahn (* 1969 in Hattingen, Nordrhein-Westfalen) ist ein deutscher Medien- und Kommunikationswissenschaftler. Seit 2011 ist er Inhaber der Professur für Journalistik an der Universität Passau.

## Leben
An der Ruhr-Universität Bochum studierte Oliver Hahn Romanistik, Theater-, Film- und Fernsehwissenschaft (TFF) sowie Publizistik- und Kommunikationswissenschaft. An der Technischen Universität Dortmund beendete er zeitgleich sein Studium der Journalistik mit dem Diplom. Zwischen 1992 und 1993 erwarb er als Stipendiat an der Université de la Sorbonne Nouvelle in Paris den Abschluss „Licence d’etudes franco-allemandes“. 1997 promovierte Oliver Hahn mit einer Arbeit über den Fernsehsender ARTE mit der Bestnote summa cum laude.
Als Journalist arbeitete Oliver Hahn in Deutschland und Frankreich. Am Institut für Kommunikationswissenschaft der TU Dresden übernahm er zwischen 2000 und 2003 erstmals einen Lehrauftrag, der anschließend zu einer Gastprofessur erweitert wurde. Es folgte eine Lehrtätigkeit an der Ruhr-Universität, parallel zur Mitarbeit als research fellow am Erich-Brost-Institut der TU Dortmund, wo er auch am EU-Projekt „Adequate Information Management in Europe“ mitwirkte.
Seit dem Oktober 2005 ist Oliver Hahn Dozent an der Fachhochschule University of Applied Sciences Europe (früher Business and Information Technology School) in Iserlohn, an der er ab dem 1. April 2006 hauptberuflich tätig war. Im Mai 2006 erhielt er die Professur. Hahn war Prodekan im Fachbereich „Medien & Kommunikation“ und Studiengangsleiter für „Journalism & Business Communication“. Zum Sommersemester 2011 wechselte er an die Universität Passau, an der er die neu geschaffene Professur für Journalistik übernahm. Zu seinen Forschungsschwerpunkten gehören internationale Journalismuskulturen und Mediensysteme, Auslandskorrespondenten sowie Krisenkommunikation.
Oliver Hahn ist medienwissenschaftlicher Berater des Instituts für Auslandsbeziehungen und des Auswärtigen Amtes. Außerdem gründete er The Arab-European Media Observatory in Ägypten und Deutschland mit.

## Schriften
- ARTE – Der europäische Kulturkanal: Eine Fernsehsprache in vielen Sprachen. Verlag Reinhard Fischer, München 1997. ISBN 3-88927-213-4
- Comparability and Comparativity of Journalism Cultures in Europe: The Eye Opener Effect. (mit Julia Lönnendonker, Karen K. Rosenwerth, Roland Schröder) In: Hans Bohrmann, Elisabeth Klaus, Marcel Machill (Hrsg.): Media Industry, Journalism Culture and Communication Policies in Europe. Festschrift für Gerd G. Kopper zum 65. Geburtstag. Vistas Verlag, Berlin 2006. S. 83–106
- Deutsche Auslandskorrespondenten. Ein Handbuch (Hrsg. mit Julia Lönnendönker und Roland Schröder), UVK Verlagsgesellschaft, Konstanz 2008. ISBN 978-3-86764-091-6
- Journalistische Kulturen. Internationale und interdisziplinäre Theoriebausteine (Hrsg. mit Roland Schröder), Herbert von Halem Verlag, Köln 2008. ISBN 978-3-938258-73-6
- Transatlantic Foreign Reporting and Foreign Correspondents After 9/11: Trends in Reporting Europe in the United States. (mit Julia Lönnendönker) In: The International Journal of Press & Politics Nr. 14, 2009, S. 497–515